# ویچیتراویریا
ویچیتراویریا (سانسکریت: विचित्रवीर्य) از شخصیت های رزمنامه مهاباراتا است. وی، پسر کهتر پادشاه شانتانو از شهبانو ستیوتی بود و پس از مرگ برادر مهترش، چیترانگادا، تاج شاهی برسر گذارد. ویچیتراویریا وقتی بر تخت نشست که هنوز کودکی خردسال بود، پس بهیشم به نمایندگی از او فرمانروایی می کرد. وقتی ویچتراویریا به سن ازدواج رسید، بهیشم در جستجوی همسر مناسب برای او ولایات هندوستان را زیرپا گذاشت و شنید که پادشاه کاشی، مراسم سوم ور برای سه دخترش ترتیب داده است. بهیشم، به نمایندگی از ویچیتراویریا، در این مراسم شرکت جست و سه شهدخت کاشی به نام های آمبا، آمبیکا و آمبالیکا را به دربار هستیناپور آورد. آمبا پیشتر به پادشاه سلوا قول ازدواج داده بود، پس به سلوا بازگشت. آمبیکا و آمبالیکا به عقد ویچیتراویریا درآمدند.
پس از این ازدواج، ویچیتراویریا به بیماری سل درگذشت. و از آنجا که وارثی نداشت، ستیوتی از بهیشم خواست که با آمبیکا و آمبالیکا وصلت کند. اما بهیشم به سبب عهد تجرد که بسته بود، نتوانست این خواسته را به جای آورد. ستیوتی در عوض از فرزندش ویاسا خواست که آمبیکا و آمبالیکا را به عقد خود درآورد. بدینسان، دو فرزند به نام های دهرتراشت و پاندو از بطن آمبیکا و آمبالیکا زاده شدند.از آنجا که ویاس نسب شاهی نداشت، پاندو و دهرتراشت را به ویچیتراویریا منسوب می کنند. پاندو، جانشین ویچیتراویریا شد.